# Rákóczi István
Rákóczi István (Budapest, 1957. november 26.–) történész, irodalomtörténész, az Eötvös Loránd Tudományegyetem Bölcsészettudományi Kar Romanisztikai Intézet oktatója. Az ELTE-n professor emeritus, jelenleg vendégoktató a Portói Egyetem Bölcsészettudományi Karán. 

## Pályafutása
1982-ben szerzett diplomát az ELTE Bölcsészettudományi Kar  történelem–spanyol–portugál szakán. A Portugál Nyelvi és Irodalmi Tanszék munkatársa, 1996 óta egyetemi docensként, miközben elnyerte az OM Széchenyi Professzori, utóbb Széchenyi István Ösztöndíját. Egyetemi tanár, tanszékvezető.  A nemzetközi tudományos életbe 1989-ben kapcsolódhatott be, amikor Benda Kálmán professzor javaslatára részt vett az École des Hautes Études en Sciences és a Gulbenkian Alapítvány Párizsi Kulturális Központja szervezésében rendezett kollokviumon, ahol a portugál felfedezések és európai projekciója témakörében 20 ország kutatóinak munkái között első külföldi előadását tarthatta, aminek eredményeképpen rendszeres meghívottjává vált az utóbbi évek luzitanisztikai tárgyú nemzetközi konferenciáinak.